# Oliver Heaviside

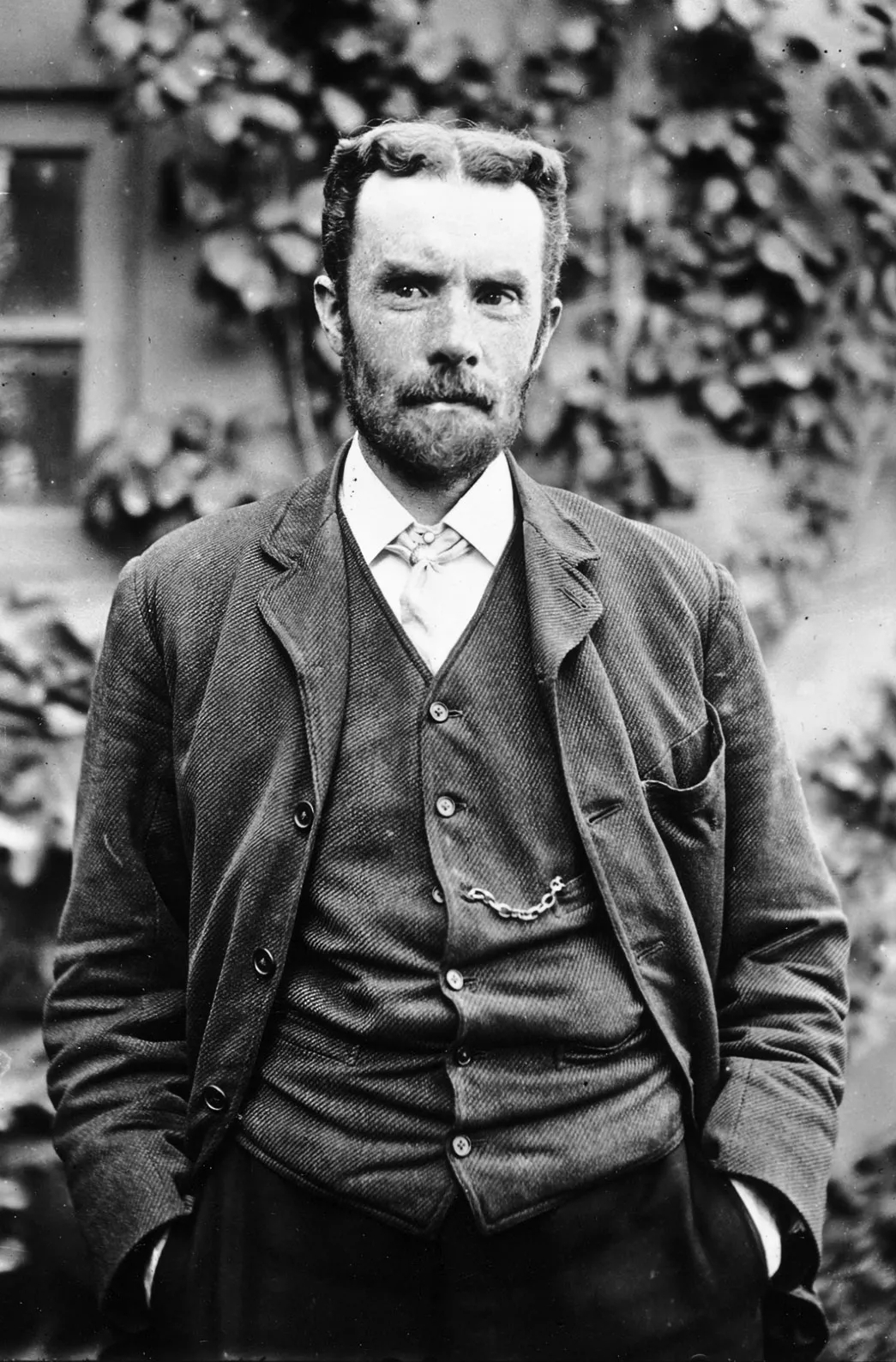
Oliver Heaviside

Oliver Heaviside (* 18. Mai 1850 in London; † 3. Februar 1925 in Homefield bei Torquay) war ein britischer Mathematiker und Physiker. Er lieferte wesentliche Beiträge zur Entwicklung der Theorie des Elektromagnetismus.

## Leben
Heaviside wuchs in London auf. Sein Vater stellte Holzschnitte und Aquarelle her. In früher Jugend erkrankte Heaviside an Scharlach, und die nachgebliebene Schwerhörigkeit machte den kleingewachsenen, rothaarigen Heaviside bei seinen Mitschülern zum Außenseiter. Trotz guter schulischer Leistungen verließ er mit 16 Jahren die Schule, um Telegraphist zu werden. Dabei unterstützte ihn sein Onkel Charles Wheatstone, ein Physiker und einer der Erfinder der Telegraphie. Heaviside lernte Deutsch und Dänisch und erlernte ab 1868 in Fredericia in Dänemark den Beruf des Telegraphen. Ab 1870 war er wieder in England, wo er es in Newcastle schnell zum Chef-Telegraphisten der Great Northern Telegraphe Company brachte. Ab 1872 publizierte er Aufsätze auch über Elektrizitätslehre, die auch die Aufmerksamkeit von James Clerk Maxwell erregten; er sollte sie später in der zweiten Auflage seines Hauptwerks Treatise on Electricity and Magnetism erwähnen.

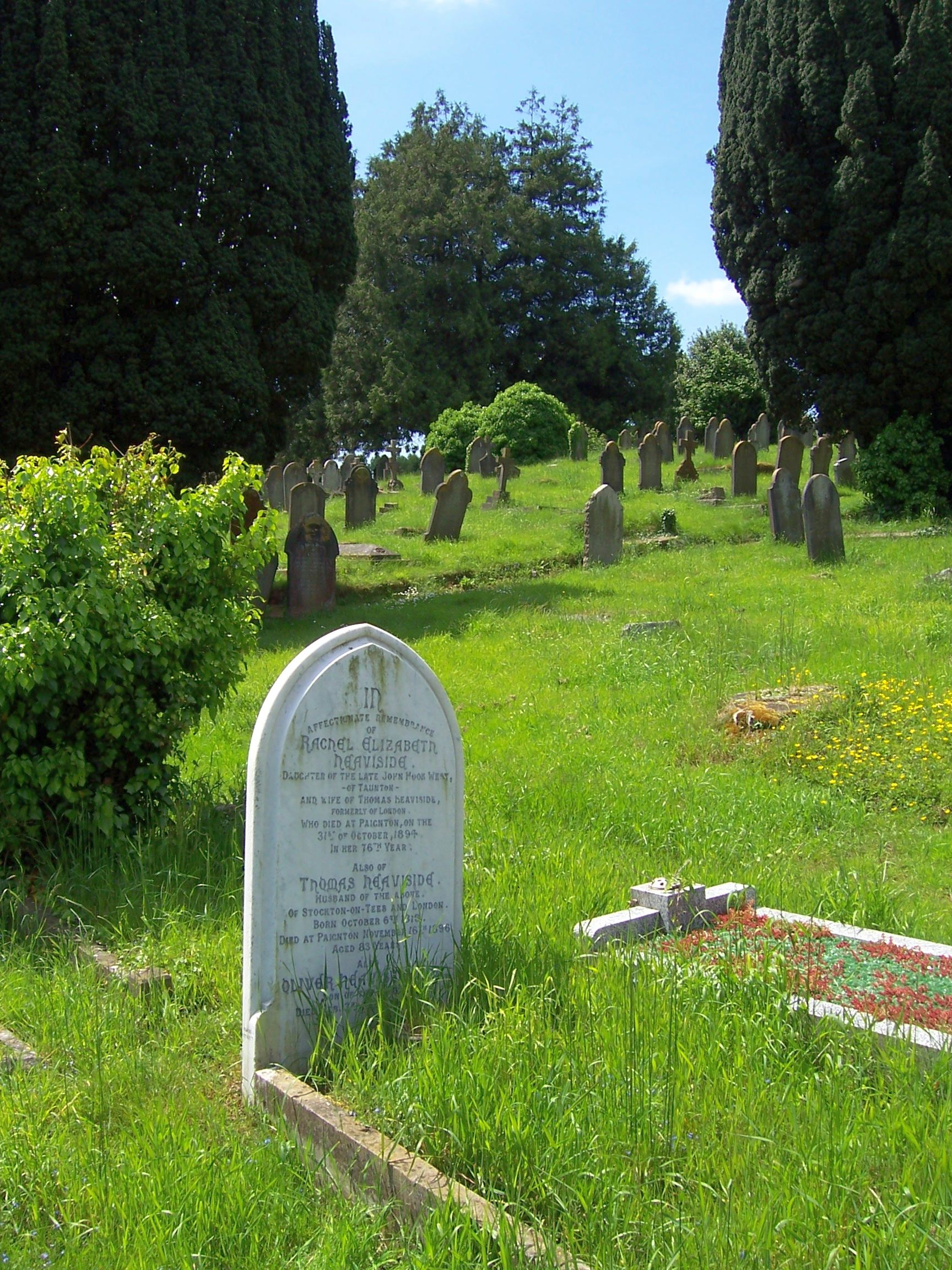
Grabstätte in Paignton

Heaviside war von Maxwells Werk fasziniert. Im Jahr 1874 gab er seinen Beruf auf und zog zu seinen Eltern nach London, um sich ganz dem Studium der Elektrizitätslehre zu widmen. Seine mathematischen Kenntnisse musste er sich autodidaktisch aneignen; in der Schule war ihm die Mathematik durch den damals üblichen pedantischen Euklid-Unterricht verleidet worden. Er brauchte Jahre, um tiefer in Maxwells Werk einzudringen. Dabei ging er letztendlich dazu über, seine eigenen mathematischen Methoden zu entwickeln, die seiner Zeit weit voraus waren und die elektromagnetische Theorie und die Behandlung von Schwingkreisen stark vereinfachten. Ab 1882 veröffentlichte er regelmäßig in der Zeitschrift The Electrician. Finanziell wurde er von seinem Bruder unterstützt, aber auch führende Wissenschaftler unterstützten ihn. Er erhielt zuletzt ab 1896 eine Pension und Angebote zur finanziellen Unterstützung zum Beispiel von US-amerikanischen Elektrizitätsgesellschaften, der Royal Society oder französischen Ingenieuren, die er aber häufig aus Stolz ablehnte. Gleichwohl war er ständig in Finanznot, unter anderem wegen seiner Gewohnheit, sein Haus den ganzen Winter auf hohe Zimmertemperaturen zu heizen, die ihm einige der höchsten privaten Gasrechnungen der Grafschaft einbrachten. Er verbrauchte so viel Gas wie zwanzig normale Haushalte.
Der Physiker Lord Kelvin erkannte ihn als Autorität auf seinem Gebiet an, auch öffentlich in der Presidential Adress 1889 für die Institution of Electric Engineers, ebenso Physiker wie Oliver Lodge und George Francis FitzGerald. Heaviside korrespondierte mit Heinrich Hertz und wurde 1891 in die Royal Society gewählt, 1899 in die American Academy of Arts and Sciences. Im Jahre 1905 erhielt er auch einen Ehrendoktorgrad der Universität Göttingen. Er wurde Ehrenmitglied der Institution of Electrical Engineers (1908), des American Institute of Electrical Engineers (1918), erhielt 1921 die Faraday Medal und wurde 1912 für den Nobelpreis nominiert. Er sollte auch 1904 die Hughes Medal der Royal Society erhalten, lehnte aber ab.
Heaviside lebte lange mit seinen Eltern Thomas (1815–1896) und Rachel (1816–1894, geborene West), die ab 1889 mit ihm über dem Musikladen seines Bruders Charles (1846–1924) in Paignton wohnten. Er hatte zwei weitere ältere Brüder Herbert Thomas (1843–1920) und Arthur (1844–1923). Im Jahr 1897 zog er nach Newton Abbot und 1908 nach Torquay in die Nähe seines Bruders Charles. Dort teilte er ein Haus mit Mary Way, der Schwester der Ehefrau Sarah seines Bruders Charles, und unterstützte sie bei den Hypothekenzahlungen. Das Haus ging 1911 in seinen Besitz über. Er kommandierte Way jedoch derart herum, dass sie 1916 auszog. Er heiratete nie und wurde ein immer exzentrischerer Einsiedler. Viele der über ihn umlaufenden Geschichten waren aber nur Mythen, teilweise befördert durch seinen skurrilen Humor – er machte sich zum Beispiel einen Spaß daraus, mit dem enigmatischen W.O.R.M. hinter seinem Namen zu unterschreiben.
Heaviside liegt neben seinen Eltern in Paignton begraben.

## Werk
Heaviside war maßgeblich an der Einführung der Vektoren und der Vektoranalysis beteiligt, wie gleichzeitig in den USA Josiah Willard Gibbs, der Heavisides Methoden aber ablehnte und ihn mehrmals in Nature angriff. Er vereinfachte die für die Elektrodynamik grundlegenden Maxwellgleichungen 1884 stark und brachte sie in die heute bekannte Form. Heaviside entdeckte auch unabhängig den Poyntingvektor. Die Vektormethoden setzten sich ab etwa 1910 durch und verdrängten die auch in England in der zweiten Hälfte des 19. Jahrhunderts sehr beliebten Quaternionen von William Rowan Hamilton und dessen schottischen Protagonisten Peter Guthrie Tait.
Auch für die Analyse elektrischer Schwingkreise und Schaltungen führte er die heute weit verbreiteten Methoden ein und prägte viele Begriffe wie „Impedanz“ oder „Induktivität“. Er war einer der ersten, die dazu komplexe Zahlen verwendeten. Für die Lösung der dabei vorkommenden Differentialgleichungen entwickelte er von 1880 bis 1887 seinen Operatorkalkül (operational calculus), der aus der Differentialgleichung eine algebraische Gleichung machte und die Laplace-Transformation vorwegnahm, wie Mathematiker später erkannten. Sein Operatorkalkül stieß bei zeitgenössischen Mathematikern auf Misstrauen – wie im 20. Jahrhundert die Methoden seines Landsmanns Paul Dirac –, wurde aber später durch die Arbeiten von Bromwich und Norbert Wiener gerechtfertigt. Erst gut 65 Jahre später wurde sein Operatorkalkül von Jan Mikusiński mathematisch exakt begründet.
Die nach ihm benannte Heavisidesche Sprungfunktion verwendete er zur Untersuchung von Pulsen in elektrischen Leitungen, und auch die für die Ausbreitung von Signalen in Telegraphenleitungen maßgebliche Leitungsgleichung wurde von ihm aufgestellt. 1880 erforschte er den Skin-Effekt in Telegrafenleitungen und erhielt in England ein Patent auf das Koaxialkabel. Heaviside erkannte auch als Erster die Notwendigkeit, für eine verzerrungsfreie Übertragung in regelmäßigen Abständen Induktionsspulen an den Telegraphenleitungen anzuordnen, was mathematisch in der Heaviside-Bedingung formuliert ist. In England konnte er sich damit nicht durchsetzen, da er mit William Henry Preece, dem technischen Leiter des britischen General Post Office, verfeindet war. In den USA hingegen studierten AT&T-Ingenieure seine Arbeiten genau und meldeten sie unter eigenem Namen zum Patent an (Mihajlo Pupin 1900). Pupin sorgte dafür, dass sein Name für die Erfindung stand und machte damit ein Vermögen. Heaviside wurde zwar ein finanzieller Ausgleich angeboten, den er aber trotz seiner finanziellen Engpässe ablehnte: Er wollte die volle Anerkennung. Norbert Wiener würdigte Heavisides Verdienste in seiner Novelle The Tempter und prangerte darin AT&T (Williams Controls Company genannt) und Mihajlo Pupin (Diego Dominguez genannt) an, sich die Erfindungen zur verzerrungsfreien Übertragung aus wirtschaftlichem Eigennutz widerrechtlich angeeignet zu haben.
Im Jahr 1902 sagte Heaviside die Existenz der Kennelly-Heaviside-Schicht in der Ionosphäre vorher, an der sich Radiowellen reflektieren lassen und die so eine weltweite Ausbreitung ermöglicht; experimentell sollte sie erst 1923 nachgewiesen werden. Er untersuchte 1888/89 das Feld bewegter Ladungen, was George Francis FitzGerald zu seinen Arbeiten im Vorfeld der speziellen Relativitätstheorie anregte (Fitzgerald-Lorentz-Kontraktion). Dabei untersuchte er auch den Übergang in dichtere Medien, wobei er die Tscherenkov-Strahlung vorwegnahm (in Band III seiner Electromagnetic Theory von 1912). Heaviside untersuchte um dieselbe Zeit auch die „elektromagnetische Masse“, die er für ebenso real hielt wie die der gewöhnlichen Materie.
Für das elektrische Analogon zum Permanentmagneten führte Heaviside den Begriff Elektret ein. Nach ihm ist auch das vor allem in der Teilchenphysik gebräuchliche Heaviside-Lorentz-Einheitensystem benannt, an dessen Entwicklung er maßgeblich beteiligt war. Nach ihm sind ein Mondkrater und ein Marskrater benannt.

## Zitat
„Die Mathematik ist eine experimentelle Wissenschaft, und Definitionen waren nicht zuerst da, sondern entstanden erst später.“

## Trivia
Die unter anderem nach Heaviside benannte Kennelly-Heaviside-Schicht wurde von T. S. Eliot in seinem Gedicht The Journey To The Heaviside Layer aufgegriffen, das im Musical Cats vertont wurde.

## Veröffentlichungen
- Electromagnetic induction and its propagation. The Electrician, 1885, 1886 and 1887.
- Electrical Papers. 2 Bände. 1892.
- The Electro-magnetic Effects of a Moving charge. The Electrician, 1888.
- On the Electro-magnetic Effects due to the Motion of Electrification through a Dielectric. Philosophical Magazine. 5. Folge Band 27 Nr. 167, 1889, S. 324–339.
- On the Forces, Stresses, and Fluxes of Energy in the Electromagnetic Field. Philosophical Transactions of the Royal Society, Band 183, 1892, S. 423–480.
- A gravitational and electromagnetic analogy (Memento vom 30. April 2008 im Internet Archive), The Electrician, 1893.
- Electromagnetic Theory, Volume I, "The Electrician" Printing and Publishing Company, London, 1898 (Reprint ISBN 978-1-4400-8252-8) Online
- Electromagnetic Theory, Volume II, "The Electrician" Printing and Publishing Company, London, 1899 (Reprint ISBN 978-1-4400-8877-3) Online
- Electromagnetic Theory, Volume III, "The Electrician" Printing and Publishing Company, London, 1912 (Reprint ISBN 978-1-4400-8253-5) Online